# Campanet
Campanet este un municipiu în insula Mallorca, Insulele Baleare, Spania. În 2011 avea 2616 de locuitori.
1. ↑  Nomenclátor Geográfico de Municipios y Entidades de Población (20240402 edition)